# Apología de Arístides

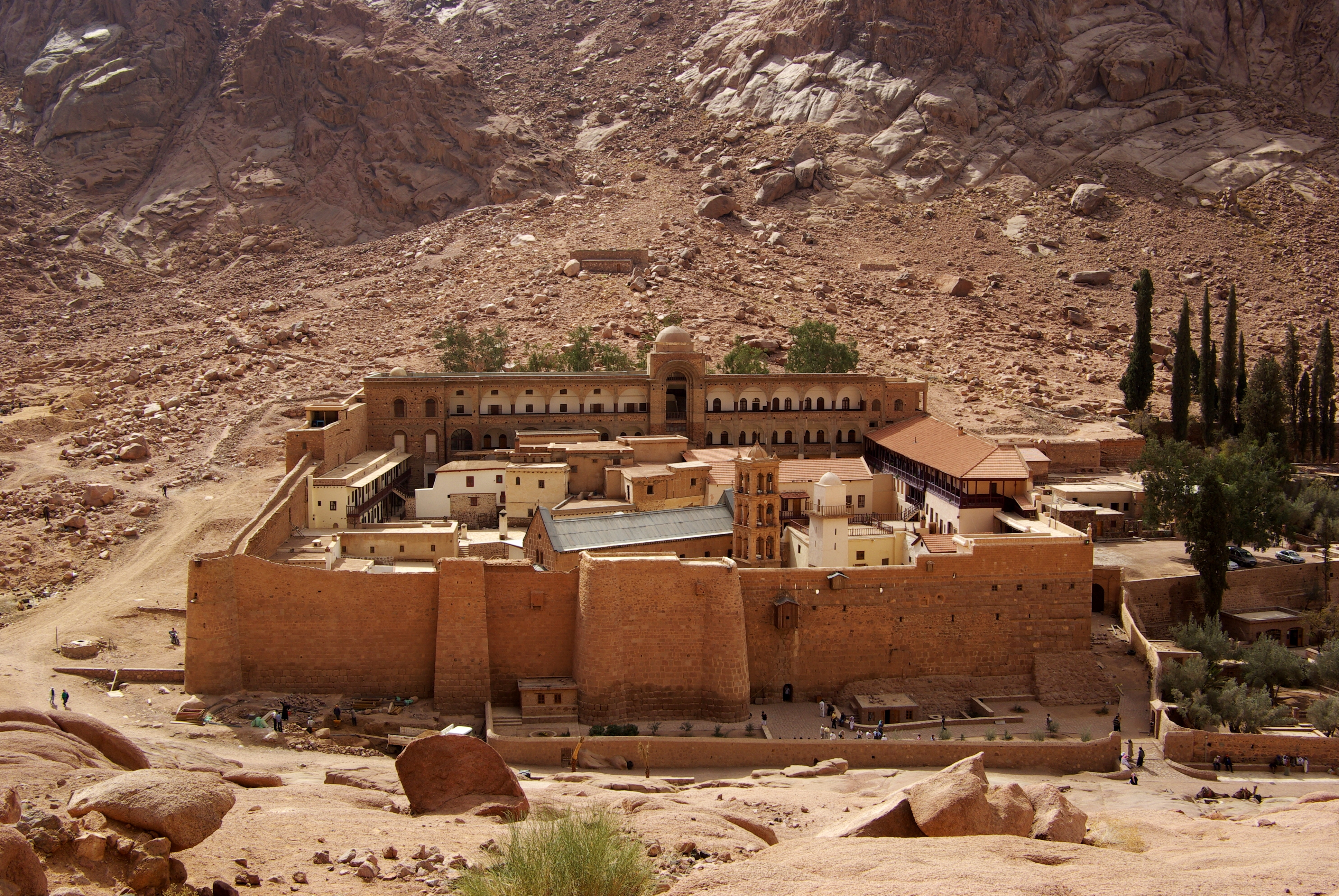
Monasterio de Santa Catalina, en el Monte Sinaí, en cuya biblioteca se encontró la versión más completa de la Apología.

La Apología de Arístides es una obra de la literatura apologética cristiana del siglo II escrita por Arístides de Atenas. Se trata de uno de los primeros escritos compuestos con la intención única de defender la religión cristiana.

## La apologética cristiana
El cristianismo del siglo II heredó una difícil relación con el Imperio romano, que se gestó en los tiempos de Nerón. Los cristianos vivían en una situación ambigua fruto de dos edictos contradictorios. De una parte, el de Nerón, que condenaba la nueva religión cristiana y, de otra, un edicto de Trajano, que exhortaba a que los cristianos no fuesen perseguidos de oficio. En esta situación, se desarrolló una literatura apologética que empleó diversos recursos para defender el cristianismo, como la defensa doctrinal o moral de sus seguidores o la crítica, mordaz en ocasiones, de las creencias no cristianas. Según Eusebio, Cuadrato y Arístides dirigieron sendas apologías al emperador. Se ignora si llegaron a sus destinatarios pero, en cualquier caso, fueron muy apreciadas en las comunidades cristianas.

## Contexto histórico
El siglo II tuvo como emperadores a Trajano, Adriano, Antonino Pío, Marco Aurelio y otros más.

## Autor y datación

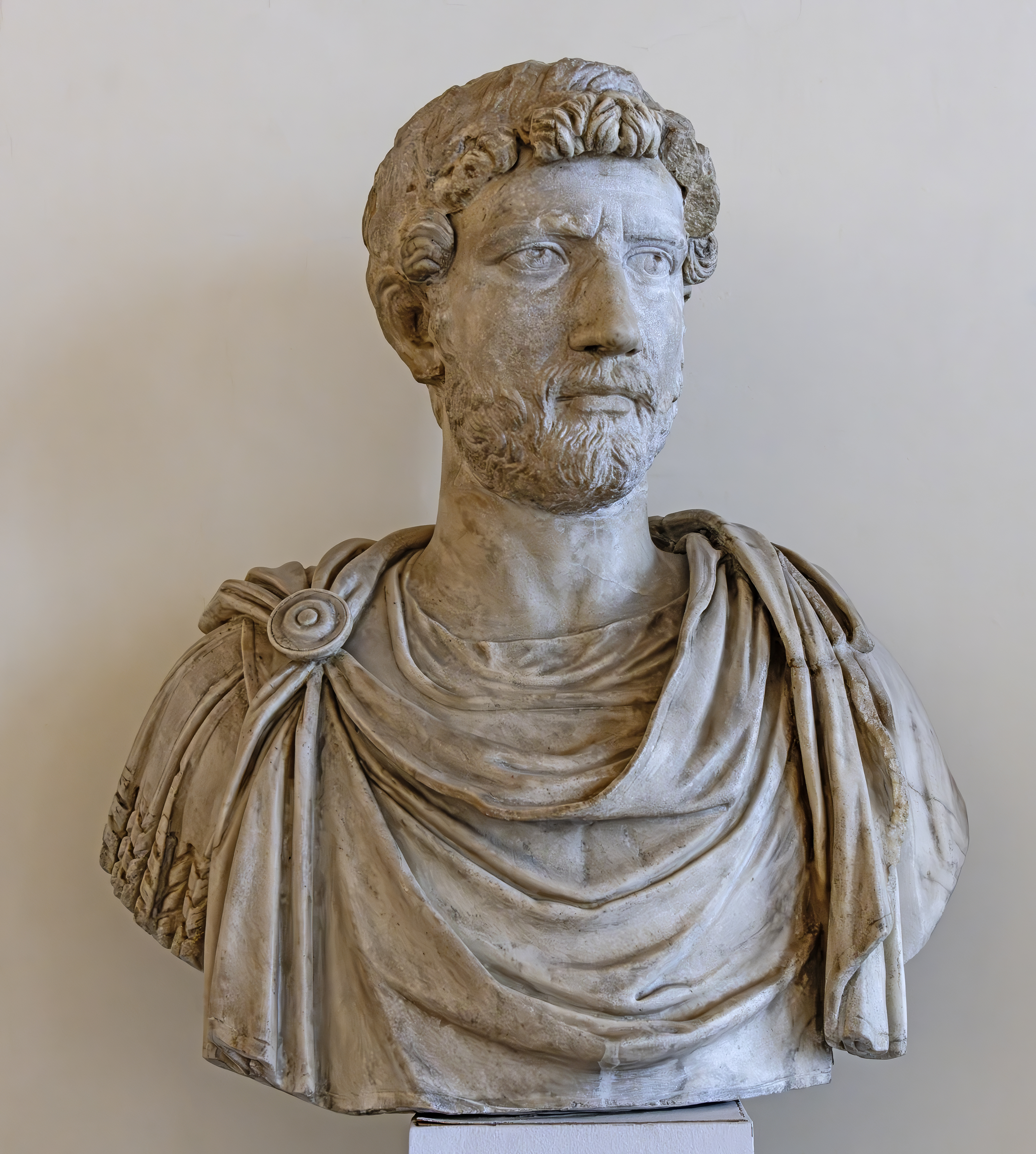
Busto de Adriano, uno de los dos posibles destinatarios de la Apología.

De su autor, Arístides de Atenas, sólo se sabe lo que de él comenta Eusebio de Cesarea

Más también Arístides, hombre de fe entregado a nuestra religión dejó, igual que Cuadrato, una apología en favor de la fe, que había dirigido a Adriano. También la obra de este escritor se ha salvado hasta hoy en muchos lugares. (HE IV 3)

Posteriormente, es citado, por San Jerónimo, en términos semejantes.
Aunque sea discutido la datación e incluso hubo una hipótesis que atrasa la obra hasta el tiempo de Antonino Pío, actualmente es unánime la veracidad de la datación tradicional de la obra, entre el 124 y el 125.

## Tradición manuscrita
El texto de la apología se conoce mayormente por un manuscrito siríaco encontrado en el Monasterio de Santa Catalina y que ofrece la versión más completa del mismo. Antes de eso, se conocían unos fragmentos armenios editados por los monjes mequitaristas de San Lázaro de Venecia.

Con posterioridad, se identificó una versión griega más corta, incrustada en el interior del relato Barlam y Joasaph, obra pseudoepigráfica de Juan Damasceno. Se diría que el autor de ese relato necesitaba un discurso apologético y echó mano del de Arístides, adaptándolo a su historia.

## Contenido
La apología comienza con una reflexión personal de Arístides acerca de cómo reconoció en el orden del mundo la mano de Dios. A partir de esa reflexión, establece unos rasgos descriptivos de Dios que luego utilizará para comparar las distintas creencias. La descripción de Dios presenta un marcado carácter apofático, y en ella Aristides renuncia a toda determinación asumiendo desde el principio que Dios es incomprensible. Esta idea la desarrolla con ejemplos concretos: Dios no es..., Dios no es..., Dios no es... donde en cada caso introduce un término.

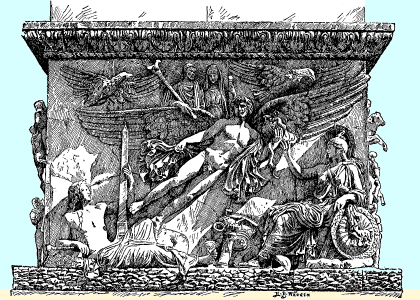
La columna de Antonino Pío, otro de los destinatarios de la apología.